# Trasplante de cabeza

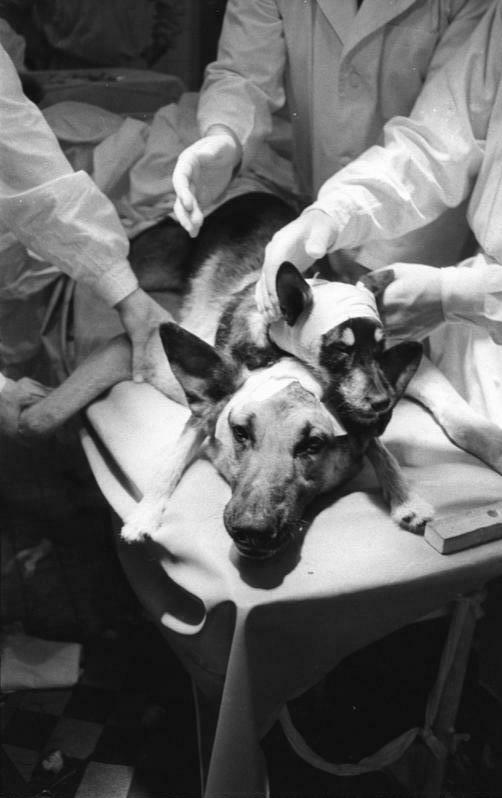
El 13 de enero de 1959, el cirujano soviético Vladímir Démijov realizó por última vez el trasplante de la cabeza de un animal en el cuerpo de otro animal vivo.

Un trasplante de cabeza es un trasplante de la parte del cuerpo que implica el injerto de la cabeza de un organismo en el cuerpo de otro. No se debe confundir con otra operación quirúrgica hipotética, el trasplante de cerebro. El trasplante de cabeza implica decapitar al paciente. No se sabe si algún ser humano fue sometido a tal acto, y aunque se ha realizado en perros, monos y ratas, etc, la tecnología necesaria para volver a unir una médula espinal cortada todavía no se ha desarrollado. Es decir, quien fuera objeto de un trasplante de cabeza se convertiría en tetrapléjico, de la misma manera que le ha sucedido a los animales mencionados, a menos que se desarrollaran las terapias adecuadas.
Sergio Canavero ―miembro del Grupo de Neuromodulación Avanzada, en Turín (Italia)― en un trabajo publicado recientemente afirmó que ya se han superado las barreras tecnológicas por las que este arriesgado procedimiento no fue factible cuando se intentó por primera vez en 1970. Todo lo que quedaría por hacer sería someterlas a prueba y error. Sin embargo sus afirmaciones han sido recibidas con gran escepticismo por la comunidad científica, ya que si realmente se hubieran superado las barreras tecnológicas, ya se podrían tratar las lesiones medulares de los parapléjicos y tetrapléjicos.
La investigación de Canavero está basada en la del doctor Robert White, quien en 1970 logró trasplantar con relativo éxito la cabeza de un simio en el cuerpo de otro, aunque sin conectar el sistema nervioso. Esta técnica se ha propuesto como posiblemente útil para personas que ya son tetrapléjicas y que también sufren de fallos orgánicos generalizados que de otro modo requerirían muchas cirugías de trasplante diferentes y difíciles. La cuadriplejía puede ser una opción aceptable para los enfermos terminales. No existe un consenso uniforme sobre la ética de un procedimiento de este tipo.

## Historia
Desde 1933, el equipo del científico soviético N. P.Sinitsin, jefe del Departamento de Farmacología del Instituto Médico Gorki, realizó trasplantes de cabeza en conejos, ranas, perros y gatos, afirmando la existencia de experimentos similares en peces publicados desde 1902 por Alexei Alexandrovich Kulyabko, reconocido fisiologo que inauguró la transplantologia.
En 1954 el científico soviético Vladímir Démijov llevó a cabo el primer trasplante de cabeza conocido, habiendo sido intercambiadas las cabezas de dos perros. En 1959, China anunció que había tenido éxito en el trasplante de la cabeza de un perro en el cuerpo de otro, en dos oportunidades.
El 14 de marzo de 1970, un grupo de científicos de la Escuela de Medicina de la Universidad Case Western Reserve, en Cleveland (Ohio), ―dirigida por Robert J. White, un neurocirujano y profesor de cirugía neurológica que se inspiró en la obra de Vladímir Démijov―, realizó una operación altamente controvertida para trasplantar la cabeza de un mono en el cuerpo de otro. El procedimiento fue un éxito, en cierta medida, ya que el animal fue capaz de oler, gustar, oír y ver el mundo a su alrededor. En la operación participaron arterias y venas cauterizadas con cuidado mientras que la cabeza estaba siendo cortada para evitar la hipovolemia. Debido a que los nervios se quedaron totalmente intactos, se conectó el cerebro a un suministro de sangre manteniéndolo químicamente con vida. El animal sobrevivió durante algún tiempo después de la operación, incluso hubo momentos en que intentaba morder a algunos de los empleados. Con posterioridad, Xiaoping Ren, investigador de la Universidad de Medicina de Harbin (China) realizó también investigaciones sobre el tema, consiguiendo que algunos ratones con cabeza trasplantada sobrevivieran un día. Una parte de la comunidad científica considera este tipo de intervención poco viable.
Históricamente, el nombre del trasplante de cuerpo ha sido indebidamente popularizado como «trasplante de cabeza», y por ello parece conveniente conservarlo incluso para el presente artículo.

## Interpretaciones filosóficas y religiosas
Debe observarse que la identidad personal del receptor del cuerpo (no humano, o eso se cree) no se ve afectada por la sustitución de sus órganos extracefálicos, es decir ubicados fuera de su cabeza. Tampoco estos desarrollos técnico-quirúrgicos necesitan basarse en las ideas de que la identidad personal, el carácter y los recuerdos emerjan del cerebro porque el psiquismo no tendría realidad independiente o, que ni la memoria, ni la personalidad ni la identidad podrían «almacenarse» en la estructura o la química cerebrales porque el psiquismo sí posee realidad objetiva e independiente del cerebro; o que un alma inmortal se halla presente en la cabeza del receptor. Numerosos sostenedores de esas tres maneras diferentes de ver, o sus combinaciones, han tratado de hallar, en el progreso de los "trasplantes de cabeza", una confirmación de su propia postura. Sin embargo, las tres posturas predicen el mismo resultado observado en las intervenciones quirúrgicas practicadas.

## Otras lecturas
- Fleming, Chet (febrero  de 1988). If We Can Keep a Severed Head Alive...Discorporation and U.S. Patent 4,666,425. Polinym Press. ISBN 0-942287-02-9.
- https://web.archive.org/web/20150613232647/http://harold-hillman.com/hillman-videos
- García Briz, Alberto (julio de 2017). Resurrección. AGBDesign.es . ISBN 978-1521835340.